# Toledo (Spiel)
Toledo ist ein 2008 bei Kosmos und Sophisticated Games erschienenes Brettspiel von Martin Wallace mit Grafiken von Jo Hartwig für 2 bis 4 Spieler ab 10 Jahren.

## Inhalt
- 1 Spielplan
- 20 Spielfiguren, je 5 in den Farben blau, gelb, grün und rot
- 32 Geschäftetafeln, je 8 in den Farben blau, gelb, grün und rot, davon je 2 Edelsteinhändler, Fechtmeister, Metallhändler und Schwertschmiede
- 90 Spielkarten
  - 84 Geld- und Fechtkarten
  - 6 El Greco Gemälde
- 16 Fechtmeister-Plättchen
  - 12 Duellplättchen, je 4 in den Farben braun, orange und violett
  - 4 Bewegungsplättchen
- 19 Schwertplättchen
  - 5× Wert 2
  - 3× Wert 3
  - 2× Wert 4
  - 3× Wert 5
  - 2× Wert 7
  - 2× Wert 8
  - je 1× Wert 12 und 15
- 23 Metallplättchen
- 20 Edelsteine
- Spielanleitung (4 Seiten, mehrfarbig)

## Beschreibung
Das Spiel versetzt die Spieler ins 16. Jahrhundert, als Toledo die Hauptstadt von Spanien war. Die Spieler haben die Aufgabe die schönsten Schwerter zu schmieden und dem Herrscher im Alcazar zu überbringen. Sie beginnen ihren Weg zum Alcazar in der Kathedrale von Toledo, bauen in den Straßen von Toledo Geschäfte, in denen sie oder die anderen Spieler Eisen und Edelsteine kaufen und beim Schwertschmied zu Schwertern schmieden können. Zudem haben sie die Möglichkeit Gemälde des Malers El Greco zu kaufen. Da die einzelnen Felder häufig von anderen Spielern besetzt sind, müssen sich die Spieler gelegentlich duellieren, was ihnen besonders gut gelingt, wenn sie zuvor ihre Fechtkünste verbessert haben. Zum Vorrücken werden Geldscheine im Wert von 1 bis 6 verwendet. Dabei darf pro Zug nur eine Sorte, z. B. im Wert von 3 verwendet werden, davon aber beliebig viele. Beim Fechtmeister kann man aber auch seine Beweglichkeit verbessern, so dass man zusätzlich pro Zug einen weiteren beliebigen Geldwert einsetzen darf.

## Übersetzungen
- Englisch: Bei Mayfair Games
- Griechisch: ΤΟΛΕΔΟ bei Kaissagames
- Italienisch: Bei Gnochi Uniti
- Spanisch: Bei Devir

## Einsatz bei Meisterschaften
Toledo wurde 2008 im Finale der Deutschen Mannschaftsmeisterschaft im Brettspiel gespielt.

## Spielkritiken
Spielbox Ausgabe 2/08: "Sammeln, schmieden, fechten"

## Trivia
Im Film Highlander – Es kann nur einen geben kämpft Iman Fasil mit einem „Toledo Salamanca Breitschwert“, das von Brenda Wyatt auf einen Wert von 1 Million Dollar geschätzt wird, gegen Russell Nash.